# Majo Cabrera
María José Cabrera Ruiz Díaz (Sapucai, 1994) es una artista, estudiante y actriz paraguaya.

## Biografía
Es hija de una química farmacéutica y de un ganadero. Protagonizó la serie Nada donde interpreta a Antonia Noguera, actuando con Luis Brandoni y Robert De Niro.
Por su actuación en Nada, recibió un reconocimiento por parte de la Cámara de Senadores de Paraguay.

## Filmografía
- 2018, Gracias Gauchito
- 2021, Qmbia Juan
- 2023, Nada
- 2024, Una sola primavera